# Jan Rosiński
Jan Rosiński (ur. 28 stycznia?/10 lutego 1917 w Niżnym Nowogrodzie, zm. 25 lutego 2012 w Boulder) – polski chemik i fizyk atmosfery, profesor.

## Życiorys
Syn Cezarjusza Rosińskiego (doktor chemii, absolwent Politechniki Warszawskiej, profesor Uniwersytetu w Niżnym Nowogrodzie) i Stanisławy Janiny z domu Jedyńskiej. Po śmierci ojca w 1920 r., wraz z matką przeniósł się do Warszawy. W 1935 r. ukończył Gimnazjum Wojciecha Górskiego w Warszawie, a następnie rozpoczął studia z chemii na Politechnice Warszawskiej. W 1938 r. rozpoczął pracę jako asystent. Podczas okupacji członek Armii Krajowej, ps. ,,Halszka". Po upadku Powstania Warszawskiego, wraz z przyszłą żoną Barbarą, trafił do obozów w Zeithein i Northeim, gdzie wzięli ślub 24 czerwca 1945 r. Przedostał się z żoną przez Włochy i Anglię do Stanów Zjednoczonych, gdzie rozpoczął karierę w Illinois Institute of Technology w Chicago, a następnie w 1962 r. – w National Center for Atmospheric Research w Boulder w Kolorado.